# Ґміна Сєхнєвіче
1 квітня 1932 р. розпорядженням Міністра внутрішніх справ Польщі утворена ґміна Сєхнєвіче і до ґміни включено населені пункти:
- вся територія ліквідованої ґміни гміни Мєндзилєсє;
- з ліквідованої ґміни ґміни Рев'ятиче — села: Бірки, Голиці, Кошелеве, Мар'янове, Михалки, Мінки, Петелеве, Підосся, Рев'ятичі, Платонція, Сехневичі, Соболі, Свадьбичі, Шляхетська Пуща, Шолтунове Вінин і Заріччя, маєтки: Сехневичі й Маривіль, маєтки: Свадьбичі та Шляхетська Пуща, хутори: Кречет, Свадьбичі, Красівщина, Малинник, Під'яблунь і Мошковичі, колонії: Шляхетська Пуща, Дубина, Здитівщина і Новинки та селище: Задвір'я;
- із ліквідованої ґміни ґміни Береза-Картуска — села: Дягелець, Гореч, Порослове, Шилин, Піщанка, Угляни, Здитів і Тихни, маєток: Здитів, хутір: Здитів, фільварок: Біла і колонія: Возне.

15 січня 1940 р. ґміна (волость) ліквідована у зв'язку зі створенням району.